# Joseph Untube N’singa Udjuu
Joseph N’singa Udjuu Ongwabeki Untube (ur. jako Joseph N’singa 29 września 1934 w Bandundu, zm. 24 lutego 2021) – zairsko-kongijski polityk i prawnik, premier Zairu od 23 kwietnia 1981 do 5 listopada 1982.
Studiował prawo na Katolickim Uniwersytecie w Leuven. W 1967 przystąpił do rządzącej partii Ruch Ludowej Rewolucji. W 1966 został ministrem sprawiedliwości, od 1969 do 1970 kierował ministerstwem spraw wewnętrznych, a we wrześniu 1970 krótko był ministrem stanu. Od 1981 do 1982 zajmował fotel premiera, w 1986 powrócił do resortu sprawiedliwości, w którym rządził do 1990 pod czterema kolejnymi premierami. Kolejny raz został szefem tego działu administracji w 1996, a w 1997 przeszedł na stanowisko ministra planowania. Po wybuchu wojny domowej emigrował do Republiki Południowej Afryki. Po powrocie do kraju wybrano go do parlamentu, gdzie zasiadał w komisji prawnej. Do śmierci był przewodniczącym Chrześcijańskiej Unii Odnowy i Sprawiedliwości (UCRJ).